# Gouvernement Reid
Watson Deakin II
Le gouvernement Reid, également appelé le gouvernement Reid-McLean, est le gouvernement fédéral de l'Australie d'août 1904 à juillet 1905. C'est le quatrième gouvernement depuis l'unification de l'Australie en une fédération en 1901, et le seul à être dirigé par le Parti pour le libre-échange. Gouvernement minoritaire et de coalition, il s'inscrit dans une série de gouvernement éphémères durant la période de tripartisme qui caractérise la première décennie de la fédération australienne.

## Formation
Les élections législatives fédérales de 1903 produisent un parlement sans majorité où les trois partis (Parti protectionniste, Parti travailliste et Parti pour le libre-échange) sont de force quasi-égale à la Chambre des représentants. Le gouvernement protectionniste d'Alfred Deakin doit démissionner en avril 1904 car il n'a pas la majorité nécessaire pour gouverner, et le gouverneur général Lord Northcote invite les travaillistes à former un gouvernement : c'est le gouvernement Watson, le premier gouvernement ouvrier au monde à un niveau national. Les protectionnistes sont divisés entre ceux qui acceptent de soutenir les travaillistes, et ceux qui, par anti-socialisme, préfèrent se rapprocher du Parti pour le libre-échange. À l'instar de son prédécesseur, le gouvernement Watson est un gouvernement minoritaire. 
Après moins de quatre mois, suffisamment de députés protectionnistes s'opposent à Chris Watson pour provoquer la chute de son gouvernement au Parlement. Lord Northcote appelle George Reid, le chef des protectionnistes, à former un gouvernement. Les députés protectionnistes se scindent en trois camps : Certains soutiennent ce nouveau gouvernement et Reid leur y confère des ministères, créant de fait une coalition entre son parti et la faction conservatrice et anti-socialiste du Parti protectionniste ; il fait notamment du protectionniste ¸Allan McLean son vice-Premier ministre. D'autres, dont le chef des protectionnistes Alfred Deakin, décident d'être des crossbenchers, ne s'inscrivant ni dans la majorité parlementaire ni dans l'opposition. Trois députés protectionnistes (Isaac Isaacs, William Lyne et Littleton Groom) s'alignent du côté de l'opposition travailliste. Dès la formation du gouvernement, les travaillistes tentent de provoquer sa chute par une motion de défiance, espérant obtenir ainsi des élections anticipées. Le gouvernement Reid y survit de justesse, obtenant la confiance de la Chambre des représentants par 37 voix contre 35,.
La composition du gouvernement est la suivante, et il n'y a aucun remaniement durant sa courte existence. Outre pourvoir des postes aux protectionnistes qui le soutiennent, George Reid veille à l'équilibre géographique de son cabinet, proposant des ministères à des personnalités issues de différents États de la fédération.
| Nom | Nom                     | Nom | Fonctions                                                            | Parti           | Remarques                                                   |
| --- | ----------------------- | --- | -------------------------------------------------------------------- | --------------- | ----------------------------------------------------------- |
|     | George Reid             |     | Premier ministre, Ministre des Affaires extérieures                  | Libre-échange   |                                                             |
|     | Allan McLean            |     | Vice-Premier ministre, Ministre du Commerce extérieur et des Douanes | Protectionniste |                                                             |
|     | Josiah Symon (sénateur) |     | Procureur général                                                    | Libre-échange   |                                                             |
|     | George Turner           |     | Ministre des Finances                                                | Protectionniste | rappelé au même poste qu'aux gouvernements Barton et Deakin |
|     | Dugald Thomson          |     | Ministre de l'Intérieur                                              | Libre-échange   |                                                             |
|     | James McCay             |     | Ministre de la Défense                                               | Protectionniste |                                                             |
|     | Sydney Smith            |     | Maître des Postes                                                    | Libre-échange   |                                                             |
|     | James Drake (sénateur)  |     | Vice-président du Conseil exécutif                                   | Protectionniste |                                                             |

## Législation
La seule loi d'envergure adoptée par le Parlement australien à l'initiative du gouvernement Reid est la Loi de Conciliation et d'Arbitrage de 1904 (en). Voulue déjà par les gouvernements précédents, elle crée un tribunal d'arbitrage des conflits sociaux, qui permet aux ouvriers et à leurs organisations syndicales d'obtenir de nouveaux acquis sociaux sans avoir à recourir à la grève. En 1905, le gouvernement introduit une reconnaissance formelle du Jour de l'Empire, le 24 mai (anniversaire de la défunte reine Victoria) pour célébrer les liens unissant l'Australie à l'Empire britannique.

## Fin
Au nom notamment de la défense du protectionnisme, Alfred Deakin et Chris Watson s'entendent pour adopter en juillet 1905 une motion de défiance qui fait chuter le gouvernement Reid et permet au Parti protectionniste de former un nouveau gouvernement minoritaire avec le soutien sans participation des travaillistes.